# New South Wales Horse Artillery in Action
New South Wales Horse Artillery in Action byl krátký dokumentární film z roku 1896. Režisérem byl Marius Sestier (1861–1928).
Marius Sestier natočil celkem dva filmy s New South Wales Horse Artillery při výcviku ve Victoria Barracks v Sydney.
Sestier spolu s Henrym W. Barnettem natočili přibližně 19 filmů v Sydney a Melbourne mezi říjnem a listopadem 1896, což byly první snímky zaznamenané v Austrálii.